# ソウル文化社
ソウル文化社 （ソウルぶんかしゃ、朝：서울문화사）は、大韓民国の出版社。本社はソウル特別市龍山区にある。

## 概要
ソウル文化社は、雑誌、漫画、一般書籍などを取り扱う出版社で、1988年に設立された。総合誌では男性向けに『アリーナ』、女性向けに『ウーマンセンス』、ファッション誌では『グラツィア』や『ナイロン』を出版するほか、生活情報誌『リビングセンス』、料理雑誌『エッセン』、育児情報誌『ベストベビー』などの雑誌を出版している。鶴山文化社及び大元 C.I.と並び韓国の三大漫画出版社に数えられており、少年漫画誌『IQジャンプ』、少女漫画誌『ウインク』を出版している。また、ライトノベルも取り扱っており、「Jノーブル」「ウインクノベル」「スカーレットノーブル」といったレーベルを立ち上げている。
日本の漫画の出版も行っており、現在までに『ドラゴンボール』『名探偵コナン』『金田一少年の事件簿』などを出版している。